# Малмыжский район
Малмы́жский район — административно-территориальная единица (район) и муниципальное образование (муниципальный район) на юго-востоке Кировской области России.
Административный центр — город Малмыж.

## География
Район граничит с Кильмезским, Уржумским, Вятско-Полянским районами Кировской области, а также с Балтасинским и Кукморским районами Республики Татарстан, c Удмуртской Республикой и Республикой Марий Эл.
Площадь территории — 2190 км². Основные реки — Вятка и её правый приток Шошма.

## История
Древними жителями Малмыжского района являются марийцы. Территория района входила в Малмыжское бекство с центром в Малмыже. В российском государстве Малмыж приобрёл статус уездного города, став центром Малмыжского уезда Вятской губернии.
Малмыжский район образован 29 июля 1929 года в составе Нолинского округа Нижегородского края. В его состав вошла часть территории бывшего Малмыжского уезда Вятской губернии. В 1931 году был ликвидирован Шурминский район, а в 1932 году его территория была разделена между Уржумским и Малмыжским районами. С 1934 года район входит в состав Кировского края. В 1935 году Шурминский район был восстановлен в прежних гранцах. С 1936 года Малмыжский район включён в состав Кировской области. С 1945 по 1955 год часть территории района входила вновь образованный Рожкинский район. В 1959 году вновь упразднён Шурминский район, с передачей его территории Малмыжскому и Уржумскому районам. С декабря 1963 года по апрель 1965 года в состав района входили Кильмезский и Вятско-Полянский районы.
С 1 января 2006 года согласно Закону Кировской области от 07.12.2004 № 284-ЗО на территории района образованы 18 муниципальных образований: 1 городское и 17 сельских поселений.

## Население
| 1939    | 1959    | 1970    | 1979    | 1989    | 2002    | 2009    | 2010    | 2011    |
| ------- | ------- | ------- | ------- | ------- | ------- | ------- | ------- | ------- |
| 59 868  | ↗62 348 | ↘48 088 | ↘40 637 | ↘35 825 | ↘32 070 | ↘27 876 | ↘26 757 | ↘26 630 |
| 2012    | 2013    | 2014    | 2015    | 2016    | 2017    | 2018    | 2019    | 2020    |
| ↘26 009 | ↘25 398 | ↘24 699 | ↘24 150 | ↘23 880 | ↘23 533 | ↘23 141 | ↘22 638 | ↘22 136 |
| 2021    |         |         |         |         |         |         |         |         |
| ↘20 745 |         |         |         |         |         |         |         |         |

### Национальный состав
| Национальность | 2002  | 2010  |
| -------------- | ----- | ----- |
| русские        | 44,9% | 45,4% |
| татары         | 32,7% | 33,1% |
| марийцы        | 15,9% | 16,1% |
| удмурты        | 4,8%  | 4,8%  |

### Урбанизация
В городских условиях (город Малмыж) проживают 33.41 % населения района.

## Муниципально-территориальное устройство
После реформы местного самоуправления (2006 год) в Малмыжском районе 104 населённых пункта в составе одного городского и 17 сельских поселений:
| №  | Городское и сельские поселения          | Административный центр | Количество населённых пунктов | Население | Площадь, км2 |
| -- | --------------------------------------- | ---------------------- | ----------------------------- | --------- | ------------ |
| 1  | Малмыжское городское поселение          | город Малмыж           | 1                             | 6931      |              |
| 2  | Аджимское сельское поселение            | село Аджим             | 5                             | 671       | 9,32         |
| 3  | Арыкское сельское поселение             | деревня Арык           | 14                            | 501       | 108,40       |
| 4  | Большекитякское сельское поселение      | село Большой Китяк     | 8                             | 820       | 855          |
| 5  | Каксинвайское сельское поселение        | село Каксинвай         | 12                            | 391       | 105,76       |
| 6  | Калининское сельское поселение          | село Калинино          | 12                            | 3552      | 149,75       |
| 7  | Константиновское сельское поселение     | село Константиновка    | 1                             | 299       | 3,21         |
| 8  | Мари-Малмыжское сельское поселение      | село Мари-Малмыж       | 3                             | 495       | 6,91         |
| 9  | Мелетское сельское поселение            | деревня Мелеть         | 5                             | 191       | 8,79         |
| 10 | Новосмаильское сельское поселение       | село Новая Смаиль      | 7                             | 1021      | 7,63         |
| 11 | Плотбищенское сельское поселение        | посёлок Плотбище       | 2                             | 358       | 27,1         |
| 12 | Преображенское сельское поселение       | деревня Преображенка   | 4                             | 188       | 45,54        |
| 13 | Ральниковское сельское поселение        | село Ральники          | 7                             | 409       | 98,1         |
| 14 | Рожкинское сельское поселение           | село Рожки             | 4                             | 1055      | 74,3         |
| 15 | Савальское сельское поселение           | село Савали            | 9                             | 1583      | 115,5        |
| 16 | Староирюкское сельское поселение        | село Старый Ирюк       | 1                             | 672       | 61,91        |
| 17 | Старотушкинское сельское поселение      | село Старая Тушка      | 5                             | 1025      | 83,1         |
| 18 | Тат-Верх-Гоньбинское сельское поселение | село Тат-Верх-Гоньба   | 4                             | 583       | 80           |

| №   | Населённый пункт      | Тип              | Население | Муниципальное образование               |
| --- | --------------------- | ---------------- | --------- | --------------------------------------- |
| 1   | Агельдино             | деревня          | 10        | Арыкское сельское поселение             |
| 2   | Аг-Юл                 | деревня          | 2         | Каксинвайское сельское поселение        |
| 3   | Аджим                 | село             | 475       | Аджимское сельское поселение            |
| 4   | Азбаев Ключ           | деревня          | 2         | Арыкское сельское поселение             |
| 5   | Азелино               | деревня          | 42        | Савальское сельское поселение           |
| 6   | Акбатырево            | деревня          | 88        | Большекитякское сельское поселение      |
| 7   | Актюба                | деревня          | 57        | Арыкское сельское поселение             |
| 8   | Алдарово              | деревня          | 103       | Новосмаильское сельское поселение       |
| 9   | Аргыж                 | деревня          | 21        | Мелетское сельское поселение            |
| 10  | Арпорек               | посёлок          | 156       | Плотбищенское сельское поселение        |
| 11  | Арык                  | деревня          | 322       | Арыкское сельское поселение             |
| 12  | Ахпай                 | деревня          | 43        | Мари-Малмыжское сельское поселение      |
| 13  | Большая Шабанка       | деревня          | 126       | Каксинвайское сельское поселение        |
| 14  | Большой Китяк         | село             | 367       | Большекитякское сельское поселение      |
| 15  | Большой Сатнур        | деревня          | 253       | Арыкское сельское поселение             |
| 16  | Верх-Гоньба           | деревня          | 72        | Тат-Верх-Гоньбинское сельское поселение |
| 17  | Верхняя               | деревня          | 158       | Аджимское сельское поселение            |
| 18  | Весёлая Горка         | деревня          | 60        | Мелетское сельское поселение            |
| 19  | Гари                  | деревня          | 6         | Тат-Верх-Гоньбинское сельское поселение |
| 20  | Гоньба                | село             | 208       | Савальское сельское поселение           |
| 21  | Дерюшево              | село             | 175       | Калининское сельское поселение          |
| 22  | Дмитриевка            | деревня          | 11        | Мелетское сельское поселение            |
| 23  | Дубровка              | деревня          | 3         | Арыкское сельское поселение             |
| 24  | Захватаево            | деревня          | 49        | Мелетское сельское поселение            |
| 25  | Илемас                | деревня          | 5         | Рожкинское сельское поселение           |
| 26  | Исаево                | деревня          | 131       | Аджимское сельское поселение            |
| 27  | Исаково               | деревня          | 163       | Аджимское сельское поселение            |
| 28  | Каксинвай             | село             | 196       | Каксинвайское сельское поселение        |
| 29  | Каксинша              | деревня          | 51        | Каксинвайское сельское поселение        |
| 30  | Калинино              | село             | 2560      | Калининское сельское поселение          |
| 31  | Каменный Ключ         | деревня          | 95        | Новосмаильское сельское поселение       |
| 32  | Канамаш               | деревня          | 43        | Каксинвайское сельское поселение        |
| 33  | Кинерь                | деревня          | 461       | Старотушкинское сельское поселение      |
| 34  | Кондаки               | деревня          | 0         | Ральниковское сельское поселение        |
| 35  | Константиновка        | село             | ↘299      | Константиновское сельское поселение     |
| 36  | Кошай                 | деревня          | 76        | Большекитякское сельское поселение      |
| 37  | Куженерка             | деревня          | 87        | Старотушкинское сельское поселение      |
| 38  | Кулапинский           | починок          | 326       | Савальское сельское поселение           |
| 39  | Курлово               | деревня          | 25        | Каксинвайское сельское поселение        |
| 40  | Кучерга               | деревня          | 40        | Арыкское сельское поселение             |
| 41  | Малая Кучка           | деревня          | 4         | Аджимское сельское поселение            |
| 42  | Малая Шабанка         | деревня          | 116       | Каксинвайское сельское поселение        |
| 43  | Малмыж                | город            | ↘6931     | Малмыжское городское поселение          |
| 44  | Малый Китяк           | деревня          | 257       | Большекитякское сельское поселение      |
| 45  | Малый Сатнур          | деревня          | 5         | Арыкское сельское поселение             |
| 46  | Мари-Малмыж           | село             | 502       | Мари-Малмыжское сельское поселение      |
| 47  | Марс                  | деревня          | 52        | Савальское сельское поселение           |
| 48  | Марьял                | деревня          | 58        | Ральниковское сельское поселение        |
| 49  | Мелетские Горки       | деревня          | 18        | Арыкское сельское поселение             |
| 50  | Мелеть                | деревня          | 223       | Мелетское сельское поселение            |
| 51  | Нижний Шугурак        | деревня          | 21        | Преображенское сельское поселение       |
| 52  | Никольское            | деревня          | 55        | Арыкское сельское поселение             |
| 53  | Новая Коса            | деревня          | 1         | Калининское сельское поселение          |
| 54  | Новая Смаиль          | село             | 581       | Новосмаильское сельское поселение       |
| 55  | Новая Тушка           | деревня          | 110       | Старотушкинское сельское поселение      |
| 56  | Новое Кошкино         | деревня          | 31        | Каксинвайское сельское поселение        |
| 57  | Новый Буртек          | деревня          | 53        | Каксинвайское сельское поселение        |
| 58  | Новый Ирюк            | деревня          | 197       | Савальское сельское поселение           |
| 59  | Новый Кокуй           | деревня          | 66        | Каксинвайское сельское поселение        |
| 60  | Новый Кокуй           | деревня          | 19        | Калининское сельское поселение          |
| 61  | Новый Малмыж          | деревня          | 53        | Каксинвайское сельское поселение        |
| 62  | Нослы                 | деревня          | 145       | Калининское сельское поселение          |
| 63  | Носок                 | деревня          | 15        | Преображенское сельское поселение       |
| 64  | Носокский Лесоучасток | населённый пункт | 18        | Каксинвайское сельское поселение        |
| 65  | Пахотная              | деревня          | 761       | Калининское сельское поселение          |
| 66  | Перескоки             | деревня          | 122       | Старотушкинское сельское поселение      |
| 67  | Пивоварово            | деревня          | 61        | Ральниковское сельское поселение        |
| 68  | Пижинерь              | деревня          | 48        | Арыкское сельское поселение             |
| 69  | Платынерь             | деревня          | 2         | Ральниковское сельское поселение        |
| 70  | Плотбище              | посёлок          | 484       | Плотбищенское сельское поселение        |
| 71  | Подосиново            | деревня          | 16        | Арыкское сельское поселение             |
| 72  | Порез                 | деревня          | 175       | Ральниковское сельское поселение        |
| 73  | Поречке Китяк         | деревня          | 169       | Новосмаильское сельское поселение       |
| 74  | Постниково            | деревня          | 83        | Калининское сельское поселение          |
| 75  | Преображенка          | деревня          | 61        | Преображенское сельское поселение       |
| 76  | Пукшинерь             | деревня          | 142       | Ральниковское сельское поселение        |
| 77  | Ральники              | село             | 229       | Ральниковское сельское поселение        |
| 78  | Рожки                 | село             | 1189      | Рожкинское сельское поселение           |
| 79  | Савали                | село             | 1154      | Савальское сельское поселение           |
| 80  | Салкым-Чишма          | деревня          | 184       | Новосмаильское сельское поселение       |
| 81  | Сива                  | деревня          | 0         | Калининское сельское поселение          |
| 82  | Средний Ноныгерь      | деревня          | 40        | Большекитякское сельское поселение      |
| 83  | Старая Коса           | деревня          | 198       | Калининское сельское поселение          |
| 84  | Старая Тушка          | село             | 404       | Старотушкинское сельское поселение      |
| 85  | Старые Бакуры         | деревня          | 40        | Калининское сельское поселение          |
| 86  | Старый Бурец          | село             | 202       | Большекитякское сельское поселение      |
| 87  | Старый Буртек         | деревня          | 172       | Калининское сельское поселение          |
| 88  | Старый Ирюк           | село             | ↘672      | Староирюкское сельское поселение        |
| 89  | Старый Кокуй          | деревня          | 134       | Мари-Малмыжское сельское поселение      |
| 90  | Старый Ноныгерь       | деревня          | 106       | Большекитякское сельское поселение      |
| 91  | Сунцово               | деревня          | 2         | Рожкинское сельское поселение           |
| 92  | Тан                   | деревня          | 272       | Преображенское сельское поселение       |
| 93  | Тат-Верх-Гоньба       | село             | 634       | Тат-Верх-Гоньбинское сельское поселение |
| 94  | Троедворка            | деревня          | 26        | Калининское сельское поселение          |
| 95  | Троицкий              | починок          | 8         | Савальское сельское поселение           |
| 96  | Тукай                 | деревня          | 14        | Арыкское сельское поселение             |
| 97  | Удмурт Китяк          | деревня          | 191       | Новосмаильское сельское поселение       |
| 98  | Урнек                 | деревня          | 71        | Савальское сельское поселение           |
| 99  | Хода                  | деревня          | 11        | Тат-Верх-Гоньбинское сельское поселение |
| 100 | Шагабань              | деревня          | 62        | Савальское сельское поселение           |
| 101 | Шишинерь              | деревня          | 31        | Рожкинское сельское поселение           |
| 102 | Шурги                 | деревня          | 29        | Арыкское сельское поселение             |
| 103 | Южный                 | починок          | 0         | Новосмаильское сельское поселение       |
| 104 | Янгулово              | деревня          | 33        | Большекитякское сельское поселение      |

## Председатели райисполкома
С 1929 по 1991 годы в райисполкоме председательствовали:
| Ф. И. О.                       | Время замещения должности                                                    |
| ------------------------------ | ---------------------------------------------------------------------------- |
| Киселев Семен Филиппович       | июнь 1929 – июнь 1930                                                        |
| Туленин Николай Андреевич      | июнь 1930 – сентябрь 1931                                                    |
| Черезов Алексей Матвеевич      | октябрь 1931 – апрель 1932                                                   |
| Пасынков Степан Георгиевич     | май 1932 – апрель 1935                                                       |
| Ильин Николай Васильевич       | май 1935 – декабрь 1937                                                      |
| Солянов Михаил Ильич           | январь 1938 – март 1943                                                      |
| Березин Иван Ипатович          | апрель 1943 – февраль 1945                                                   |
| Плотников Григорий Михайлович  | февраль – ноябрь 1945                                                        |
| Паршинский Павел Александрович | ноябрь 1945 – июнь 1947                                                      |
| Николаев Аркадий Николаевич    | июнь – декабрь 1947                                                          |
| Ожегов Максим Минеевич         | январь 1948 – апрель 1949                                                    |
| Бурков Петр Степанович         | июль 1949 – сентябрь 1951                                                    |
| Шалаев Пуд Прокопьевич         | сентябрь 1951 – декабрь 1954                                                 |
| Тимкин Иван Иванович           | декабрь 1954 – март 1958                                                     |
| Сухих Павел Ильич              | март 1958 – март 1959                                                        |
| Галимзянов Ахун Галимзянович   | март – декабрь 1959                                                          |
| Напольских Аркадий Аверьянович | декабрь 1959 – март 1961                                                     |
| Костерин Валентин Иванович     | май 1961 – декабрь 1962, сельского райисполкома – декабрь 1962 – январь 1965 |
| Ахметзянов Исмагил Ибрагимович | январь 1965 – апрель 1971                                                    |
| Лопатин Герман Владимирович    | май 1971 – январь 1975                                                       |
| Касаткин Виктор Дмитриевич     | январь – октябрь 1975                                                        |
| Логиновский Владимир Павлович  | декабрь 1975 – июнь 1980                                                     |
| Манаков Михаил Андрианович     | июнь 1980 – декабрь 1987                                                     |
| Бушуев Иван Васильевич         | декабрь 1987 – декабрь 1991                                                  |

## Достопримечательности
По Азелинскому могильнику у деревни Азелино В. Ф. Генингом классифицирована азелинская культура. Буйское городище (Буйский Перевоз), находящееся на территории района, также относится к азелинской культуре.

## Известные уроженцы
- Маскин Павел Иванович — полный кавалер Ордена Славы, помощник командира стрелкового взвода 172-го гвардейского стрелкового полка[31].
- Асапов, Валерий Григорьевич (р. 27.12.1965, записан 01.01.1966, с. Константиновка Малмыжского района — ум. 23.09.2017, Дайр-эз-Заур, Сирия) — генерал-лейтенант, командующий 5-й Краснознамённой армией Восточного военного округа с 2016 г., погиб при исполнении миссии военного советника во время военной операции России в Сирии. Герой России.
- Анатолий Иванович Заболотский — Герой Советского Союза (1945), родился 19 марта (6 марта — по старому стилю) 1911 года в уездном городе Малмыже Вятской губернии Российской империи.
- Опарин, Виктор Андреевич (14.10.1903, посёлок Новоконстантиновской бумажной фабрики — 01.04.1959, Москва) — советский военачальник, участник Великой Отечественной войны, генерал-майор танковых войск (1945)[32].